# PLEKHA5
PLEKHA5‏ (Pleckstrin homology domain containing A5) هوَ بروتين يُشَفر بواسطة جين PLEKHA5 في الإنسان.